# Congelin
Congelin is een plaats in de regio Wheatbelt in West-Australië.

## Geschiedenis
Ten tijde van de Europese kolonisatie leefden de Wiilman Nyungah in de streek.
In 1911 vroeg de '14 Mile Brook Progress Association' de stichting van het dorp aan de overheid. In 1913 werd Congelin gesticht. Het werd naar een nabijgelegen waterpoel vernoemd. De naam is Aborigines van afkomst maar de betekenis is onbekend.
Het dorp kwam nooit tot ontwikkeling.

## 21e eeuw
Congelin maakt deel uit van het lokale bestuursgebied (LGA) Shire of Williams, een landbouwdistrict.

## Toerisme
Vanaf de 'Congelin Camp Ground' in het 'Dryandra Woodland' starten 7 wandelpaden die van 1 tot 27 kilometer lang zijn. De Congelin Siding Walk volgt de oude spoorwegbedding van de spoorweg tussen Narrogin en Pinjarra.

## Transport
Congelin ligt aan de York-Williams Road die met de Albany Highway in verbinding staat. Het ligt 179 kilometer ten zuidzuidoosten van de West-Australische hoofdstad Perth, 30 kilometer ten westnoordwesten van Narrogin en 25 kilometer ten noorden van Williams, de hoofdplaats van het lokale bestuursgebied waar Congelin deel van uitmaakt.